# Jaskinia Miętusia
Jaskinia Miętusia je jeskyně v polské části Západních Tater v Dolině Miętusia. Je to jedna z největších jeskyní v Tatrách. Je čtvrtá v délce a osmá vzhledem k denivelaci v Polsku. Tato jeskyně má největší horizontální rozměr v Polsku (okolo 1 150 m). Má jeden vstupní otvor, který je na úpatí Dziuraweho mezi Wielkou a Malou Świstówkou ve výši 1273 m n. m. Některé části jeskyně jsou málo prozkoumány a zdokumentovány. Dosud objevené a prozkoumané chodby měří pravděpodobně 10 780 m, denivelace je 305 m.

## Popis jeskyně
Chodba začíná nenápadným malým vstupním otvorem (0,6 × 0,8 metru), který je ukryt ve skalní prohlubni. Za ním pokračuje ve skále 118 m) a vede do Komory Matki Boskiej. Zde začíná Główny Korytarz (česky Hlavní chodba). Z chodby se oddělují boční chodby, které vedou k jezírkům, prahům a závalům. Jeskyňáři je nazvali:
- Partie Nietoperzowe
- Partie nad Salom bez Stropu, kde je mimo jiné Komin Wszystkich Święta (vysoký 30 m) a Krakowski Korytarz. V komíně za Zaciskiem (32 m vysoký a do konce neprobádaný) se nachází nejvyšší bod jeskyně.
- Ciasne Kominy, systém studní, který končí sifonem.
- Korytarz Południowy, kromě jiných je zde Korytarz Trzech Król, Komin na Dziewiątym Kilometrze (vysoký 90,5 m).
- Wielkie kominy, systém studní, který končí sifonem. Studny jsou hluboké kolem 88 m a vedou do ještě zcela neprobádaného sifonu sifonu Wielkich Kominów. Potápěči zde dosáhli nejnižší bod jeskyně (- 244 m)
- Ciągi za Gotyckim Jeziorkiem, úzké štěrbinové chodby dlouhé 144 m, které vedou do dlouhého sálu s krápníkovou výzdobou a potom do sifonu, kterým se dosud nepodařilo projít.
- Jubileuszowe ciągi, chodby: Żywa Woda, Bidet a Komin Perlow. Zatím jsou neprobádané.
- Klasztorne ciągi, jsou malé síně nazvané Rozmównica, Klauzura, Sala z Katafalkiem, Uszata Salka, Krużganek, Studnia Kaczanosia (hluboká 16 m), sifon Kaczanosi, Korytarz Szturmgrupy a nedávno objevený ciąg Bombowy.

## Příroda
V jeskyni je bohatá krápníková výzdoba sestávající ze stalaktitů, stalagmitů a sintrové výzdoby. Vyskytují se zde heliktity (okolo Studni Kaczanosia).
Z mnoha jezírek za pozornost stojí Jeziorko Gotyckie a Szmaragdowe Jeziorko. V jeskyni je mnoho sifonů, z nichž tři jsou v Hlavní chodbě (Wiszący Syfonik, sifon Marynarki Wojennej a sifon Zielonego Buta). Na několika místech padá ze stropu podzemní déšť.
Zabarvení vody, které se uskutečnilo v únoru 1986 roku ukázalo spojení sifonu ve Wielkich Kominach s Lodówym Źródłem. V jeskyni nacházejí úkryt netopýři .

## Historie objevů
- Jeskyni objevil v roce 1936 Władysław Gorycki.
- Ve stejném roce Stefan Zwoliński s Władysławem Goryckim došli na okraj Ślepego Komina.
- V roce 1937 bratři Stefan i Tadeusz Zwoliński došli do Błotnych Zamků a objevili výtok z Wielkich Kominów.
- V letech 1950 a 1951 krakovští jeskyňáři dosáhly dna Ślepého Komina a vešli do sifonu ve Wielkich Kominach. Tehdy měla jeskyně délku 950 m.
- V roce 1956 roce Krakovská skupina dosáhla Korytarz Trzech Króli.
- V roce 1956 roce Varšavští jeskyňáři dosáhly sifon Marynarki Wojennej.
- V roce 1957 varšavští jeskyňáři dosáhly sifon v Ciasných Kominech.
- V roce 1960 byly prozkoumány spáry za Gotyckým Jeziorkem.
- V roce 1963 prošli jeskyňáři přes sifon Zieloného Buta do Zawału Częstochowiaków. Otevřeli také Klasztorne ciągi. Jeskyně dosáhla délku 3 000 m.
- V roce 1964 roce dva jeskyňáři z Čenstochové, účastníci varšavské výpravy, prošli Zawał Częstochowiaków.
- V roce 1972 byla během potápění v sifonu Wielkich Kominów dosažena hloubka - 241 m.
- V roce 197 byly probádány ciągi Jubileuszowe.
- V letech 1976-1995 byly objeveny a prozkoumány nevelké chodby a jeskynní komíny.
- V letech 1992-1998 byly probádané sifony v Ciasnych Kominech a Wielkich Kominech.
- V roce 2009 byla otevřena chodba v partiích, které jsou nad Salou bez Stropu.